# Toby Wilkins

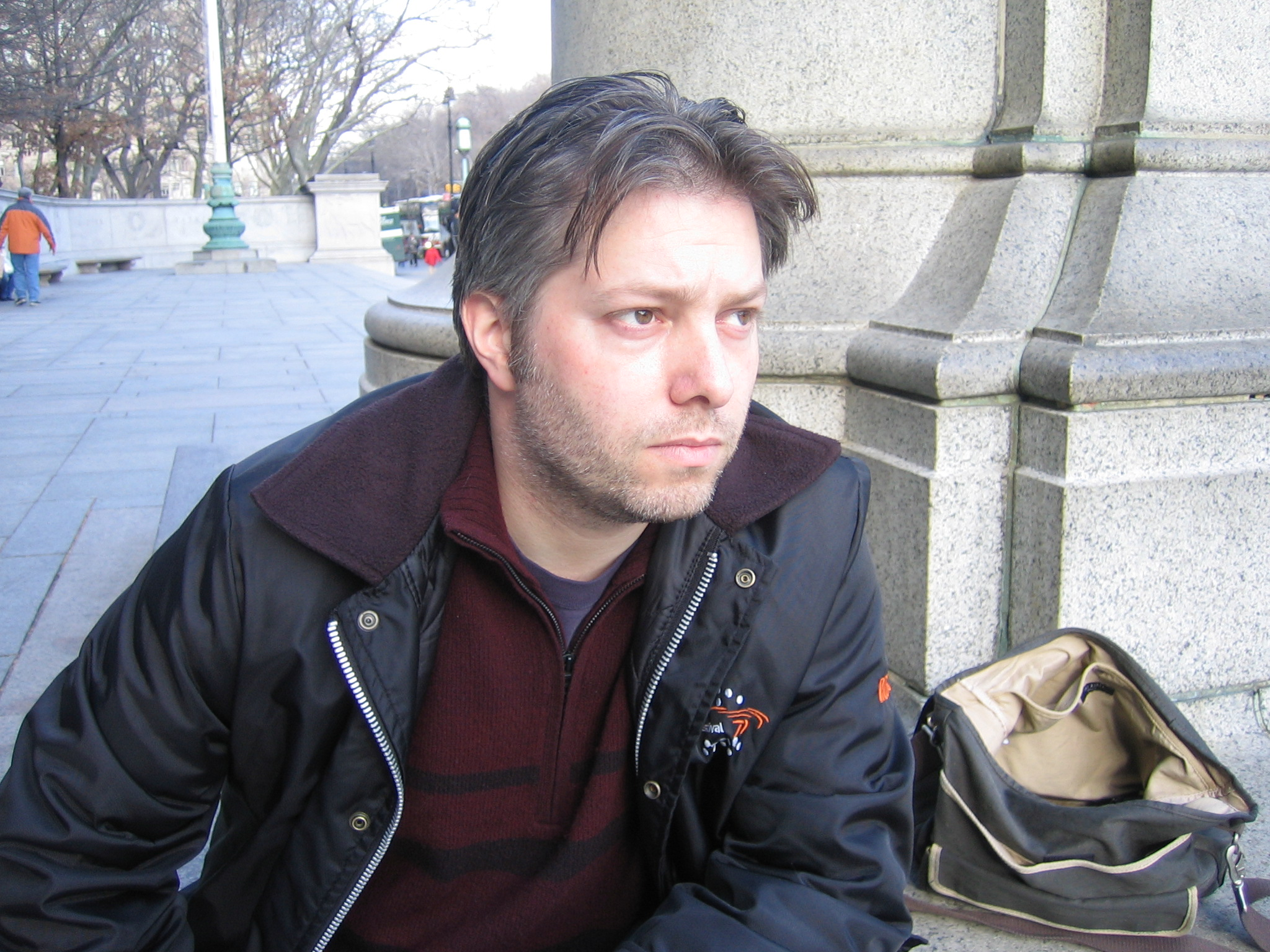
Toby Wilkins

Toby Wilkins (* 27. Mai 1972 in Maldon, Essex) ist ein britischer Filmregisseur und Filmeditor. Er hat zwei Spielfilme gedreht, Splinter und The Grudge 3.

## Karriere
Wilkins ist seit Ende der 1990er Jahre als Spezialeffektkünstler im Filmbereich tätig. Seit dem Jahr 2000 ist er auch als Regisseur, Filmeditor und Drehbuchautor sowie Produzent aktiv und drehte zunächst eine Reihe von Kurzfilmen. 2008 inszenierte er mit Splinter seinen ersten Langfilm, im Jahr darauf folgte The Grudge 3. Als Editor ist er vor allem für das Fernsehen tätig.

## Filmographie (Auswahl)
- 2005: Staring at the Sun (Kurzfilm)
- 2006: Kidney Thieves (Kurzfilm)
- 2008: Splinter
- 2009: The Grudge 3
- 2011: Teen Wolf (Fernsehserie, 3 Folgen)